# Gastrodelphys clausii
Gastrodelphys clausii is een eenoogkreeftjessoort uit de familie van de Gastrodelphyidae. De wetenschappelijke naam van de soort is voor het eerst geldig gepubliceerd in 1883 door Graeffe.